# Koford-Graslandmaus
Die Koford-Graslandmaus (Akodon kofordi) ist eine wenig erforschte Nagetierart aus der Gattung der Südamerikanischen Feldmäuse (Akodon). Sie wurde 1985 von James L. Patton entdeckt und 1989 wissenschaftlich beschrieben. Das Artepitheton ehrt Carl B. Koford für seine Verdienste um die Erforschung der peruanischen Säugetierfauna.

## Merkmale
Die Kopf-Rumpf-Länge beträgt durchschnittlich 96 mm, die Schwanzlänge 78 mm, die Ohrenlänge 15 mm und die Hinterfußlänge 22,5 mm. Über das Gewicht sind keine spezifischen Daten verfügbar. Das Fell ist einfarbig dunkel oliv-braun. Der Schwanz ist einfarbig oder schwach zweifarbig. Die Hinterfüße sind mit gebänderten Haaren bedeckt. Der Karyotyp beträgt 2n = 40, FN = 40.

## Vorkommen
Das Verbreitungsgebiet erstreckt sich von den Einzugsgebieten zwischen den Distrikten Marcapata und Limbani an den Osthängen der Anden in den Regionen Cusco und Puno im Süden Perus südlich bis zum Departamento Cochabamba in Zentral-Bolivien.

## Lebensraum und Lebensweise
Die Koford-Graslandmaus bewohnt Elfenwälder und die Puna-Vegetation in Höhenlagen zwischen 1800 und 3700 m. Sie kommt im feuchten Tussock-Gras, in anthropogen gestörten Buschlandflächen, in Erlen-Wäldern, im Nebelwald sowie in Polylepis-Wäldern vor. Über ihre Lebensweise liegen keine Informationen vor.

## Status
Die Koford-Graslandmaus wird von der IUCN in die Kategorie „nicht gefährdet“ (least concern) klassifiziert. Obwohl sie nur von wenigen Orten bekannt ist und es nur selten Aufzeichnungen über diese Art gibt, scheint es gegenwärtig keine größeren Bedrohungen zu geben. Sie könnte weiter verbreitet sein, als derzeit bekannt ist. In Bolivien kommt sie in mehreren Schutzgebieten vor. Weitere Untersuchungen zur Lebensweise und Verbreitung dieser Art sind erforderlich, insbesondere im Hinblick auf ihre verwandtschaftlichen Beziehungen zu anderen Arten der Südamerikanischen Feldmäuse.